# Pipistrellus rusticus
Pipistrellus rusticus är en fladdermusart som först beskrevs av Robert Fisher Tomes 1861.  Pipistrellus rusticus ingår i släktet Pipistrellus och familjen läderlappar. IUCN kategoriserar arten globalt som livskraftig. Inga underarter finns listade i Catalogue of Life. Wilson & Reeder (2005) skiljer mellan två underarter.
Denna fladdermus blir med svans cirka 70 mm lång och den väger 3 till 4 g. Hanar är allmänt lite större än honor. Pälsen har på ovansidan en rödbrun till rödaktig färg medan undersidan är ljus gråbrun. Arten har korta runda öron och en brun till svart flygmembran. Hos Pipistrellus rusticus förekommer ibland en vit kant på vingarna. Den broskiga fliken i örat (tragus) liknar en skära i utseende.
Arten förekommer med tre från varandra skilda populationer i Afrika, den första i Sahelzonen, den andra i Etiopien och den tredje i södra Afrika från Zambia till norra Namibia och nordöstra Sydafrika. Pipistrellus rusticus lever i torra och fuktiga savanner med trädgrupper eller med glest fördelade träd.
Individerna vilar under lösa barkskivor eller i trädens håligheter. De bildar där mindre kolonier. Arten är aktiv under skymningen och under nattens tidiga timmar. Den är ganska högljudd när den fångas i ett nät. Vanligen föder honor två ungar per kull i november eller december.